# هری دیکن
هری دیکن (انگلیسی: Harry Deacon; ۲۵ آوریل ۱۹۰۰ – ۱۵ ژانویهٔ ۱۹۴۶) بازیکن فوتبال اهل بریتانیا بود.
از باشگاه‌هایی که در آن بازی کرده‌است می‌توان به باشگاه فوتبال شفیلد ونزدی، باشگاه فوتبال روترهام یونایتد، باشگاه فوتبال کرو آلکساندرا، باشگاه فوتبال سوانزی سیتی، باشگاه فوتبال ساوتپورت، و باشگاه فوتبال بیرمنگام سیتی اشاره کرد.